# Riqui Puig
 Ricard "Riqui" Puig Martí (phát âm tiếng Catalunya: [riˈkaɾt ˈputʃ]; sinh ngày 13 tháng 8 năm 1999) là một cầu thủ bóng đá chuyên nghiệp người Tây Ban Nha đang chơi ở vị trí tiền vệ trung tâm cho LA Galaxy tại Major League Soccer.

## Sự nghiệp câu lạc bộ
Sinh ra ở Matadepera, Barcelona, Catalonia, Puig gia nhập hệ thống trẻ của FC Barcelona vào năm 2013, từ UFB Jàbac Terrassa. Sau khi hoàn thành lò đào tạo trẻ, anh ấy đã ra mắt cao cấp với dự bị vào ngày 24 tháng 2 năm 2018, vào sân từ ghế dự bị trong hiệp hai thay cho Marcus_McGuane trong trận hòa trên sân nhà 1-1 với Gimnàstic de Tarragona tại chức vô địch Segunda División.
Vào ngày 5 tháng 12 năm 2018, Puig được đôn lên đội một với tư cách cầu thủ chuyên nghiệp trong trận đấu với Cultural Leonesa chiến thắng trên sân nhà 4-1 tại Copa Del Rey,anh đã vào sân ở phút 55 và kiến tạo bàn thắng thứ 4. Anh kể lại lần ra mắt đầu tiên của mình không khác gì một giấc mơ.
Puig ra mắt La Liga vào ngày 13 tháng 4 năm 2019, Trong trận hòa 0-0 với Huesca, và chơi 67 phút. Anh ghi bàn thắng đầu tiên cho Barça B vào ngày 14 tháng 9, bàn thứ hai trong trận hòa 2-2 trên sân nhà trước AE Prat.
Vào ngày 6 tháng 10 năm 2020, Puig được thăng lên đội một, được trao chiếc áo số 12 mà trước đó đã mặc bởi Rafinha.
Vào ngày 13 tháng 1 năm 2021, Puig ghi bàn thắng quyết định trong loạt sút luân lưu (Barcelona thắng 3–2) sau khi bị Real Sociedad cầm hòa với tỷ số 1–1 vào cuối hiệp phụ trong Bán kết Siêu cúp Tây Ban Nha. Vào ngày 24 tháng 1, Puig ghi bàn thắng đầu tiên cho đội đầu tiên trong chiến thắng 2–0 trên sân khách ở La Liga trước Elche, khi anh đánh đầu trong bàn thắng thứ hai của Barcelona từ một pha kiến tạo của Frenkie de Jong.

## Cuộc sống cá nhân
Cha của Puig, Carles, cũng là một cầu thủ bóng đá. Một hậu vệ trái, ông dành toàn bộ sự nghiệp của mình để thi đấu cho Terrassa FC.

## Thống kê sự nghiệp
Tính đến ngày 30 tháng 11 năm 2024
| Câu lạc bộ          | Mùa                 | Giải đấu            | Giải đấu | Giải đấu | Cúp quốc gia | Cúp quốc gia | Châu lục | Châu lục | Khác | Khác | Tổng cộng | Tổng cộng |
| Câu lạc bộ          | Mùa                 | Hạng đấu            | Trận     | Bàn      | Trận         | Bàn          | Trận     | Bàn      | Trận | Bàn  | Trận      | Bàn       |
| ------------------- | ------------------- | ------------------- | -------- | -------- | ------------ | ------------ | -------- | -------- | ---- | ---- | --------- | --------- |
| Barcelona B         | 2017–18             | Segunda División    | 3        | 0        | —            | —            | —        | —        | —    | —    | 3         | 0         |
| Barcelona B         | 2018–19             | Segunda División B  | 32       | 0        | —            | —            | —        | —        | —    | —    | 32        | 0         |
| Barcelona B         | 2019–20             | Segunda División B  | 21       | 2        | —            | —            | —        | —        | —    | —    | 21        | 2         |
| Barcelona B         | Tổng cộng           | Tổng cộng           | 56       | 2        | —            | —            | —        | —        | —    | —    | 56        | 2         |
| Barcelona           | 2018–19             | La Liga             | 2        | 0        | 1            | 0            | 0        | 0        | 0    | 0    | 3         | 0         |
| Barcelona           | 2019–20             | La Liga             | 11       | 0        | 4            | 0            | 0        | 0        | 0    | 0    | 15        | 0         |
| Barcelona           | 2020–21             | La Liga             | 14       | 1        | 4            | 0            | 4        | 0        | 2    | 0    | 24        | 1         |
| Barcelona           | 2021–22             | La Liga             | 15       | 1        | 1            | 0            | 2        | 0        | 0    | 0    | 18        | 1         |
| Barcelona           | Tổng cộng           | Tổng cộng           | 42       | 2        | 10           | 0            | 6        | 0        | 2    | 0    | 60        | 2         |
| LA Galaxy           | 2022                | Major League Soccer | 10       | 3        | 0            | 0            | —        | —        | 2    | 0    | 12        | 3         |
| LA Galaxy           | 2023                | Major League Soccer | 29       | 7        | 3            | 1            | —        | —        | 2    | 1    | 34        | 9         |
| LA Galaxy           | 2024                | Major League Soccer | 29       | 13       | —            | —            | —        | —        | 7    | 4    | 36        | 17        |
| LA Galaxy           | Tổng cộng           | Tổng cộng           | 68       | 23       | 3            | 1            | —        | —        | 11   | 5    | 82        | 29        |
| Tổng cộng sự nghiệp | Tổng cộng sự nghiệp | Tổng cộng sự nghiệp | 166      | 27       | 13           | 1            | 6        | 0        | 13   | 5    | 198       | 33        |

1. ↑  Bao gồm Copa del Rey và U.S. Open Cup
2. ↑  Số lần ra sân tại UEFA Champions League
3. ↑  Số lần ra sân tại Supercopa de España
4. ↑  Một lần ra sân tại UEFA Champions League, một lần ra sân tại UEFA Europa League
5. ↑  Số lần ra sân tại MLS Cup playoffs
6. ↑  Số lần ra sân tại Leagues Cup
7. ↑  Ba lần ra sân tại Leagues Cup, Bốn lần ra sân và bốn bàn thắng tại MLS Cup playoffs

## Danh hiệu

### Câu lạc bộ
Barcelona B
- UEFA Youth League: 2017–18

Barcelona
- La Liga: 2018–19[12]
- Copa del Rey: 2020–21

LA Galaxy
- MLS Cup: 2024[13]
- Western Conference (MLS): 2024

Cá nhân
- MLS Best XI: 2024[14]
- MLS All-Star: 2023,[15] 2024